# Amblygobius sphynx
 Amblygobius sphynx  es una especie de peces de la familia de los Gobiidae en el orden de los Perciformes.

## Morfología
Los machos pueden llegar a alcanzar los 18 cm de longitud total.

## Distribución geográfica
Se encuentra desde el Mar Rojo hasta Mozambique y Micronesia.

## Observaciones
Es inofensivo para los humanos.